# ラディウス・ファイブ
株式会社ラディウス・ファイブ（英語：RADIUS5 Inc. 以下、RADIUS5）は、東京都新宿区に本社を置く日本のインターネット関連企業。

## 概要
独自のクリエイティブAIサービスの提供を主業としつつ、AI関連のコンサルティングも行う。また、ゲームやアニメの企画・制作・運用やイラストや３D、アニメーションの制作実績もあり、エンタメやクリエイティブ領域に強みがある。

## 主な運営サービス
- cre8tiveAI（クリエイティブAI）
  - AIツールのプラットフォーム。クリエイターの業務を効率化するAIやデザイナーでない人がクリエイティブな取り組みを行うことができる様々なAIツールを提供している。
    - Photo Refiner（高解像度化AI）
    - Movie Refiner（動画 高解像度化AI ※準備中）
    - 彩ちゃん（顔イラスト生成AI）
    - 彩ちゃん＋（全身イラスト生成）
    - Enpainter（絵画アーティスト化AI）
    - Moving Photo Maker（写真動画化AI）
    - Mono Painter（モノクロ着彩AI）
    - Portrait Drawer（似顔絵生成AI）
    - Anime Art Painter（アニメ背景生成AI）
    - PNG Smallify（PNG 軽量化AI）
- OOH AI（屋外広告・交通広告画像生成AI）
  - 屋外広告や交通広告で利用できるような超特大画像を生成することができるAI。
- AnimeRefiner（アニメ4K化、8K化AI）
  - アニメの解像度を上げることでピュア4Kで制作した作品と遜色ないクオリティのアニメ作品を作りだすことができるAI。
- ailia AI Refiner（高解像度化AI プラグイン）
  - After Effects プラグインにプラグインとしてインストールできる高解像度化AI。自分の端末で高解像度化を利用することができる。
- mimic（ミミック）
  - mimic イラストメーカー
    - AIを活用して描き手の個性が反映されたイラストメーカーを自動作成できるサービス。顔イラストの生成をすることができる。15枚以上のイラストがあれば、独自のイラストメーカーを作成可能。

  - mimic アシスタント
    - AI を活用して描き手の個性が反映されたイラストをテキストから作成できるサービス。顔だけではなく全身のイラストも生成をすることができる。30枚以上のイラストがあれば、独自のアシスタントを作成可能。
- copainter（コペインター）
  - AI着彩
    - 線画と下塗りを用意すると着彩をしてくれるAI。

  - ペン入れAI
    - ラフを入れるとペン入れして線画を作成するAI。